# Cyperus rigidifolius
Cyperus rigidifolius är en halvgräsart som beskrevs av Ernst Gottlieb von Steudel. Cyperus rigidifolius ingår i släktet papyrusar, och familjen halvgräs. Inga underarter finns listade i Catalogue of Life.